# Gerda König
Gerda König (* 1966 in Köln) ist eine in Köln lebende deutsche Tänzerin und Choreografin.

## Werdegang
Gerda König studierte 1987–1996 an der Universität Köln Psychologie. Seit 1991 beschäftigt sie sich intensiv mit Tanz. Sie arbeitete mit dem Ensemble Mobiaki und der Paradox-Dance-Company, 1995 gründete sie die DIN A 13 tanzcompany. Seit 2004 arbeitet sie in Kooperation mit dem Goethe-Institut international. Als künstlerische Leiterin der DIN A 13 tanzcompany inszenierte sie zahlreiche abendfüllende Produktionen, die auf Tanzfestivals in Europa, Nord- und Südamerika gastierten. Ihre langjährigen Erfahrungen in der künstlerischen Arbeit von Tänzern mit und ohne körperliche Behinderung gab sie bei Auftragschoreographien, u. a. in den USA, Südafrika und Äthiopien, weiter.

## Künstlerisches Schaffen
In ihrem künstlerischen Schaffen versucht König die Bewegungsqualität „anderer Körper“ zu nutzen, indem sie das Spektrum des zeitgenössischen Tanzes um neue Ansätze einer Tanzsprache erweitert.
Zwei Filme von Gerhard Schick dokumentieren die Arbeit von Gerda König und der DIN A 13 tanzcompany: Einladung zum Tanz (D 2006, 90 Min.) sowie Der andere Körper – Tanz und Tabu in Sao Paulo (D 2007, 68 Min.).

## Preise und Auszeichnungen

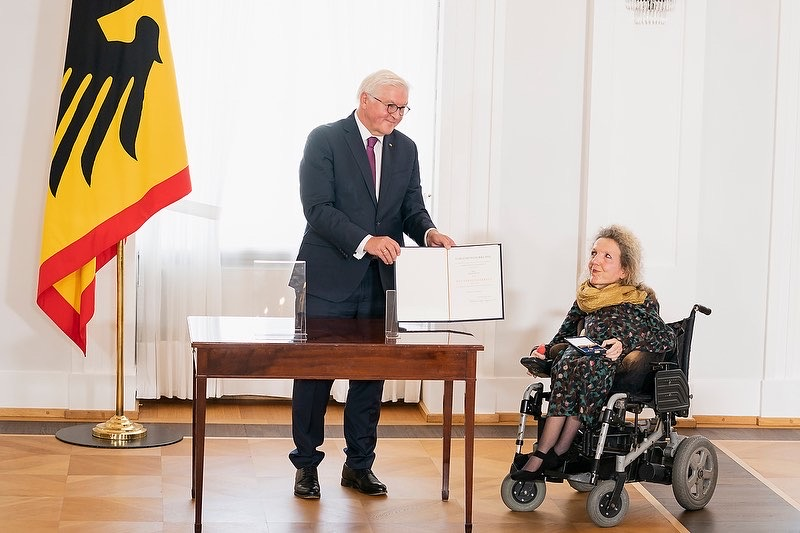
Verleihung des Bundesverdienstkreuzes an Gerda König

Gerda König wurde in den vergangenen Jahren mit zahlreichen Auszeichnungen und Preisen bedacht, darunter folgende:
- 2021: Verdienstkreuz am Bande der Bundesrepublik Deutschland, verliehen durch Bundespräsident Frank-Walter Steinmeier zum Tag der Deutschen Einheit am 1. Oktober in Schloss Bellevue[5]
- 2020: Kölner Ehrentheaterpreis[6]
- 2012: Auszeichnung für eines der zwölf besten Choreografien, Caracas, für die Choreografie „conTRAsentido“
- 2011: Nominierung für den Tanztheaterpreis 2011 für die Choreografie „changeABLE cohesion“ (SL/BRD)
- 2007: Nominierung für den Kölner Tanztheaterpreis 2009 für die Choreografie „patterns beyond traces“ (GH/BRD) // Kölner Tanztheaterpreis für die Choreografie „sex I.D.“
- 2005: Kritikerpreis bestes Tanzstück 2005 in Sao Paulo (BR) für die Choreografie „Via sem regra“ (D/BR)